# Bársonyos tüdőfű
A bársonyos tüdőfű (Pulmonaria mollis)  az borágófélék (Boraginaceae) családjába tartozó Pulmonaria nemzetség 4 Magyarországon is előforduló fajának egyike.

## Élőhelye
Főképp szárazabb tölgyesekben fordul elő. Közép-Európában gyakori, Magyarországon elsősorban az Északi-középhegységben található, nem védett. E növényfaj előfordul a Bükk-vidéken.

## Jellemzői
15–35 cm magas, gyöktörzses, évelő növény.
- A felső szárlevelek szíves vállúak, tojásdad-lándzsásak, hegyesek. A virágzás után kifejlődő nyári tőlevelek folttalanok, molyhosak, mirigyszőrösek, hosszan nyélbe keskenyedők.
- A virágzat ragacsos, a párta belül szőrös, színe eleinte vöröses később lilás színű. Március-május között virágzik.

## Hasonló vagy rokon fajok
- Orvosi tüdőfű (Pulmonaria officinalis)
- Keskenylevelű tüdőfű (Pulmonaria angustifolia)
- Erdei gyöngyköles (Lithospermum purpureo-coeruleum)